# Natan Howannisjan
Natan Howannisjan – duchowny Apostolskiego Kościoła Ormiańskiego, od 2014 biskup kurialny Eczmiadzyna służący jako dyrektor departamentu spraw zewnętrznych i protokołu Świętej Stolicy Eczmiadzyńskiej. Od 2006 arcybiskup.